# Pinamar
Pinamar è una città dell'Argentina, situata nella provincia di Buenos Aires.